# Semplicemente (Zero Assoluto)
Semplicemente è un singolo del gruppo musicale italiano Zero Assoluto, pubblicato nel 2005 dalla Baraonda Edizioni Musicali.
Il brano è stato successivamente inserito nella lista tracce del secondo album in studio Appena prima di partire, uscito nel marzo 2007.

## Descrizione
Il tema del brano Semplicemente, prodotto dal gruppo stesso, è il rimpianto per un amore che avrebbe potuto esistere e non potrà mai più diventare realtà.
Il singolo è diventato in breve tempo un grande successo commerciale e radiofonico in Italia, trascorrendo 28 settimane nella top 20 della classifica dei singoli, raggiungendo la seconda posizione per una settimana, dietro a La camisa negra di Juanes.

## Video musicale
Il videoclip, diretto da Cosimo Alemà e prodotto dalla società The Mob, è stato girato presso la scuola superiore I.I.S. Cartesio - Luxemburg di Roma. In esso si alternano sequenze degli Zero Assoluto, che eseguono il brano in una palestra della scuola suddetta, ad altre di una ragazza, interpretata da Selenia Orzella, che cammina con un borsone per lo sport. La ragazza entra proprio in quella palestra e comincia a danzare davanti al gruppo che suona.

## Tracce
CD singolo (Italia)
1. Semplicemente – 3:35 (Matteo Maffucci, Thomas De Gasperi, Danilo Pao, Enrico Sognato)

12" (Italia)
- Lato A

1. Semplicemente (Faccio quello che mi pare Radio Cut) – 4:36

- Lato B

1. Semplicemente (Faccio quello che mi pare Extended) – 4:58

## Classifiche
| Classifica (2005) | Posizione massima |
| ----------------- | ----------------- |
| Italia            | 2                 |